# 루돌프 보렌
루돌프 보렌(Rudolf Bohren, 1920년 3월 22일 ~ 2010년 2월 1일)은 독일의 설교학자이다.
스위스 그린델발트(Grindelwald)에서 태어난 스위스인 목사이지만 독일 하이델베르크 대학교(University of Heidelberg) 등에서 교수활동을 하였고 결국 독일 뷔르템베르크(Württemberg)에서 사망했기에 독일 학자라고 할 수 있다.
루돌프 보렌의 대표 저서로는 Predigtlehre가 있는데 번역서는 『설교학 원론』과 『설교학 실천론』 두 권으로 나뉘어 있다(대한기독교서회, 1980).